# Désert des naines brunes
Le désert des naines brunes est, en théorie, un intervalle d'orbites autour d'une étoile sur lesquelles les naines brunes sont rares ou ne peuvent pas exister. Il existe aussi un intervalle de valeurs de masse rarement observées, toujours pour les naines brunes.

## Définition

### Désert spatial
Cette zone s'étend habituellement jusqu'à environ 5 unités astronomiques (pratiquement la distance Soleil-Jupiter) autour d'étoiles de masse solaire. Le faible nombre de naines brunes en orbite proche fut noté pour la première fois entre 1998 et 2000 lorsque le nombre d'exoplanètes découvertes devint suffisant pour permettre d'avoir des statistiques significatives. Les astronomes découvrirent qu'il y a un clair « manque » de naines brunes à l'intérieur de 5 unités astronomiques des étoiles qui possèdent des compagnons alors qu'un nombre important de naines brunes flottantes étaient découvertes. Des études ultérieures ont montré que des naines brunes en orbite à l'intérieur de 3  à   5 unités astronomiques sont trouvées autour de moins d'un pour cent des étoiles de masse similaire à celle du Soleil.

#### Causes
L'existence de ce désert s'explique par le fait que si une naine brune se forme autour d'une étoile, alors elle doit se former au même moment que cette dernière. Si la naine brune se formait à moins de 5 unités astronomiques de l'étoile compagnon, alors elle se mettrait à migrer vers cette étoile et pourrait éventuellement finir engloutie par cette dernière.
Récemment[Quand ?], il a été observé que des binaires de très faible masse pourraient remettre en cause la théorie du désert des naines brunes. Ceci est dû au fait que l'on voit des binaires de faible masse en orbite à moins de cinq unités astronomiques, mais étant donné la faible masse du membre le plus important de la paire d'objets, la question demeure l'objet de débats.

#### Naines brunes peuplant le «désert» de leur étoile hôte
- CoRoT-3 b, dont le statut de naine brune ou de planète reste sujet de débats[4].

### Désert de masses
Il y a un second désert de naines brunes par rapport à leur masse : il y a un manque de compagnons dont la masse est comprise entre 5  et   60 fois celle de Jupiter,.